# Tembentschisee
Der Tembentschisee oder Unterer Tembentschisee (russisch Озеро Тембенчи (Нижнее)) ist ein See im zentralen Norden der russischen Region Krasnojarsk.

## Lage
Der 86,8 km² große Tembentschisee liegt in den südlichen Ausläufern des Putorana-Gebirges, das Teil des Mittelsibirischen Berglands ist. Der etwa 381 m hoch gelegene langgestreckte See ist überwiegend in NNW-SSO-Richtung ausgerichtet. Er hat eine Länge von 44,2 km sowie eine maximale Breite von etwa 2,6 km. Westlich und östlich des Sees erheben sich mehr als 800 m hohe Berge. Der See liegt in einer Tundralandschaft auf Höhe des Polarkreises. Der See wird vom Tembentschi, ein Nebenfluss des Kotschetschum, in südlicher Richtung durchflossen. Das untere Seeende liegt etwa bei Flusskilometer 431. Weitere größere Zuflüsse (von Norden nach Süden) sind Egu-Nirukokta (von Westen), Tschepkokto (von Osten), Negnekit (von Westen) und Choljukan (von Osten). 40 km flussaufwärts befindet sich am Fluss Tembentschi der gleichnamige, jedoch kleinere Tembentschisee. 

## Seefauna
Im Tembentschisee kommen Arktische Äsche, Salvelinus drjagini, Rotlachs, Lenok, Quappe, die Salmoniden-Gattung Coregonus (darunter Coregonus tugun) und Taimen vor.